# Wave Rock

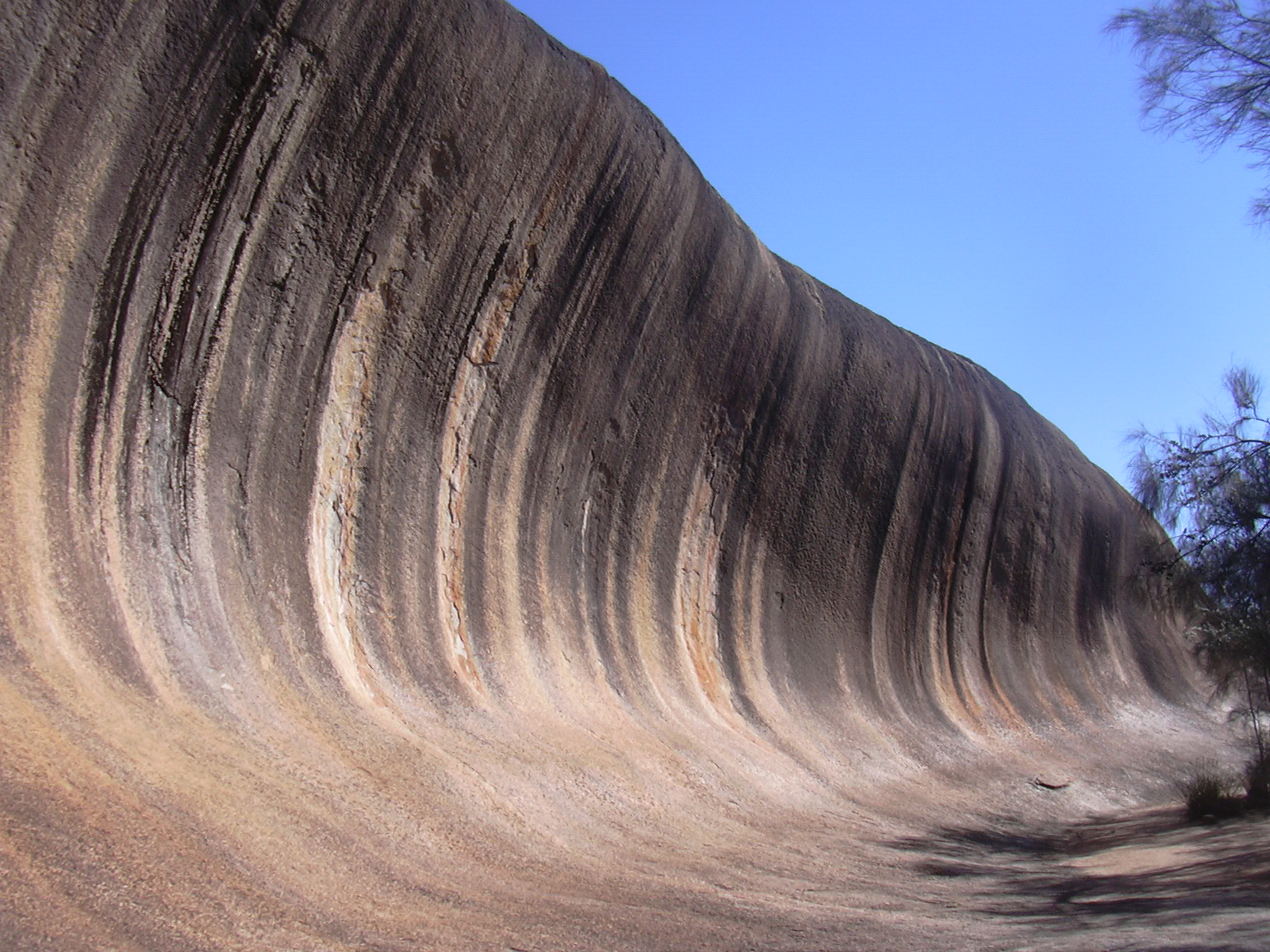
Wave Rock

Wave Rock (ang. skalna fala) – granitowy klif położony w miejscowości Hyden (około 340 km na wschód od Perth) w stanie Australia Zachodnia w Australii.
Ma 15 m wysokości i 100 m długości. Formacja skalna zawdzięcza swój kształt erozji wodnej i wietrznej, została ukształtowana w obecnej postaci około 60 milionów lat temu. W latach sześćdziesiątych kryształy pochodzące z Wave Rock zostały poddane analizie i datowane są na przynajmniej 2,7 miliarda lat.
Pasy kolorów na ścianie skały powodowane są przez deszcz spłukujący minerały (głównie związki żelaza) tworząc żółte, czerwone i szare pręgi.